# Teineteisel pool
Teineteisel pool je třetí studiové album estonské zpěvačky Birgit Õigemeel. Bylo vydáno 19. listopadu 2009. Obsahuje 11 skladeb a 4 z nich byly vydány jako singly. V písni „Sume intro“ zazpíval i Uku Suviste, který se také podílel na Birgitiném druhém studiovém albu Ilus aeg.

## Seznam písní
1. See öö – 4:19
2. Moonduja – 2:48
3. Teineteisel pool – 3:37
4. Lummus – 3:21
5. Kahe vahel – 3:44
6. Sa ära küsi – 4:41
7. Sume intro – 4:03 (& Uku Suviste)
8. Eestimaa suvi – 4:33
9. Kas tahad tulla minuga? – 3:58
10. Suudlus – 5:16
11. Viimast laulu ei saa laulda – 5:39